# Planty Bieńczyckie
Planty Bieńczyckie – park miejski w Krakowie, znajdujący się w Dzielnicy XVI Bieńczyce. Powierzchnia parku wynosi 13,03 ha.
Park usytuowany jest na terenie płaskim na długości blisko 2 km między ulicami: gen. Leopolda Okulickiego (na północnym zachodzie) i Kocmyrzowską (na południowym wschodzie). Jego teren jest podzielony trzema ulicami: Xawerego Dunikowskiego, Władysława Broniewskiego i Jerzego Szajnowicza-Iwanowa. Oddziela od siebie osiedla: Strusia i Kalinowe, Na Lotnisku i Wysokie oraz Kazimierzowskie i Jagiellońskie. We wschodniej części znajduje się w całości na obszarze osiedla Przy Arce.

## Historia i charakterystyka
Park został zaprojektowany jako element założenia architektoniczno-urbanistycznego Bieńczyce Nowe. W zamierzeniu miało ono stanowić rozbudowę dzielnicy Nowa Huta w kierunku północno-zachodnim. Projekt założenia sporządził zespół pod kierownictwem warszawskiej architekt Jadwigi Guzickiej, w którym koncepcję urbanistyczną opracowali Anna Basista i Jan Lewandowski, a poszczególne budynki projektowali Kazimierz Chodorowski, Stefan Golonka oraz konstruktor dr inż. Tadeusz Kantarek. Konkurs architektoniczny rozstrzygnięto w 1959 roku, osiedla zrealizowano w latach 1962–1979. Całe założenie było projektowane dla w przybliżeniu 30 tys. mieszkańców – ok. 5,5 tys. na jednym osiedlu.
W niniejszej koncepcji park miał pełnić rolę głównej osi założenia spajającej osiedla w jedną urbanistyczną całość. Zieleń parkowa miała się łączyć funkcjonalnie z zielenią wnętrz mieszkalnych. Wzdłuż parkowej osi zaplanowano obiekty użyteczności publicznej – szkoły, przedszkola, domy handlowe, domy kultury, biblioteki – do których mogliby uczęszczać mieszkańcy bez konieczności przekraczania ruchliwych ulic. W pierwotnym planie ramy parku stanowić miały wysokie (do 8 kondygnacji) budynki mieszkalne zaprojektowane na filarach. Rozwiązanie to ułatwić miało przemieszczanie się terenami zielonymi, jak również otwierać ich perspektywę widokową z jednej strony na Mistrzejowice, z drugiej na Nową Hutę (z północnego zachodu na południowy wschód). Ze względów oszczędnościowych rozwiązanie to nie zostało zrealizowane.
Charakterystycznym elementem parku w części na osiedlu Przy Arce jest stojąca nieopodal ulicy Szajnowicza-Iwanowa rzeźba plenerowa Rozkwitająca, popularnie zwana również Gitarą, autorstwa Józefa Sękowskiego. Przedstawia formę podobną do skubizowanej gitary z ażurowym gryfem. Nieopodal Plant Bieńczyckich, również na osiedlu Przy Arce, znajduje się także inna rzeźba – Dojrzewanie II autorstwa Wincentego Kućmy. Wykonana w sztucznym kamieniu struktura ze względu na swój biomorficzny kształt nazywana bywa również Groszkiem. Obie rzeźby powstały w 1975 roku.
Planty Bieńczyckie stanowią obszar o zróżnicowanym krajobrazie – znaczna część parku jest zadrzewiona, niektóre obszary są nasłonecznione. Zieleń w parku jest uporządkowana i zagospodarowana, jego kompozycję uzupełniają rabaty kwiatowe. W 2018 roku opracowywano projekt rewitalizacji obejmujący m.in. zieleń wysoką i niską, rekultywację części trawników, remont alejek asfaltowych, wymianę elementów małej architektury i oświetlenia.
W bliskim sąsiedztwie parku znajdują się dwa kościoły: św. Józefa Oblubieńca Najświętszej Maryi Panny i Matki Bożej Królowej Polski (Arka Pana) i siedem szkół, w tym III Liceum Ogólnokształcące im. Jana Kochanowskiego. Na terenie parku znajduje się kilka placów zabaw oraz siłowni zewnętrznych.

## Galeria

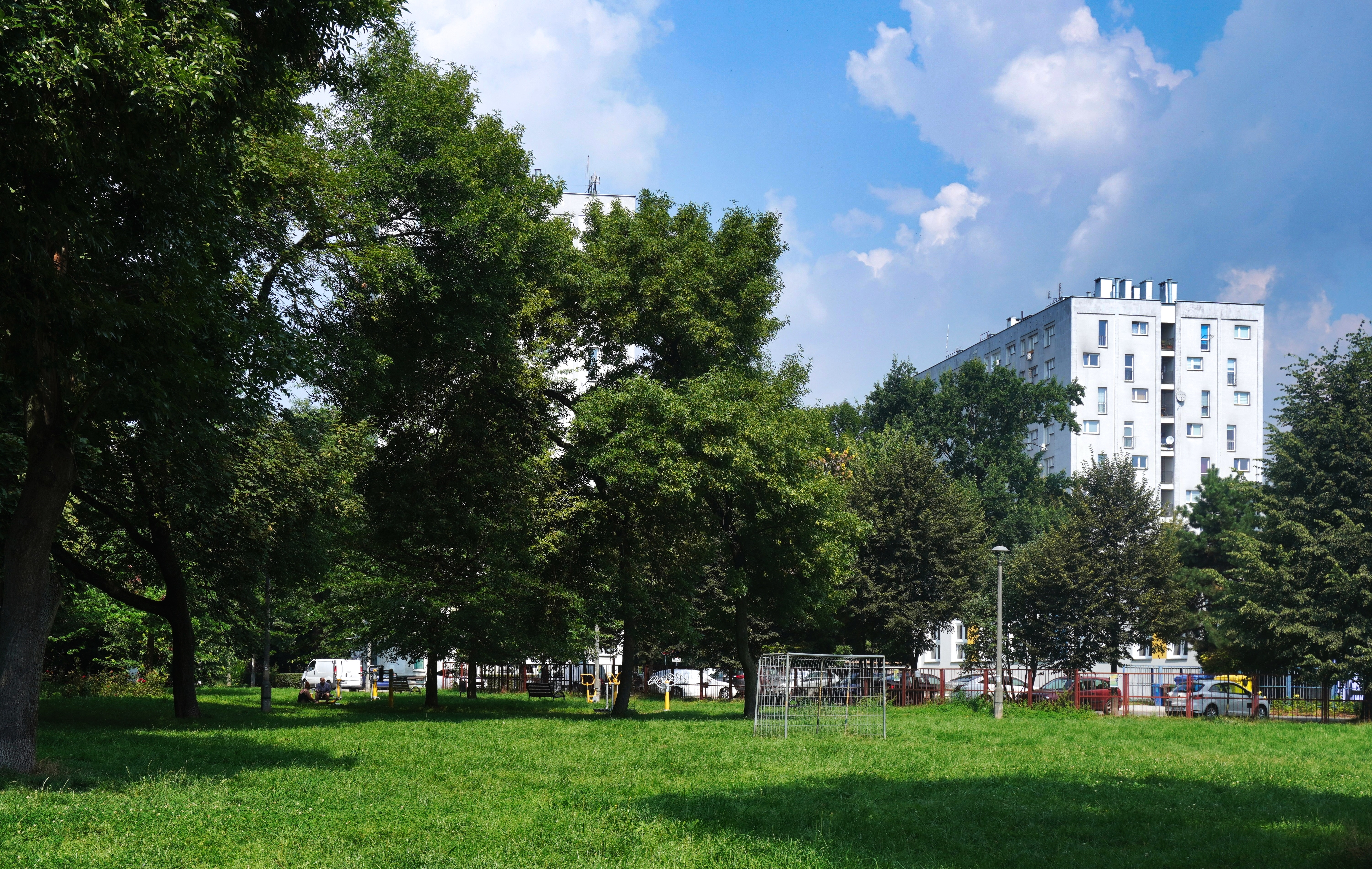
Widok ogólny na północny zachód na wysokości os. Kalinowego
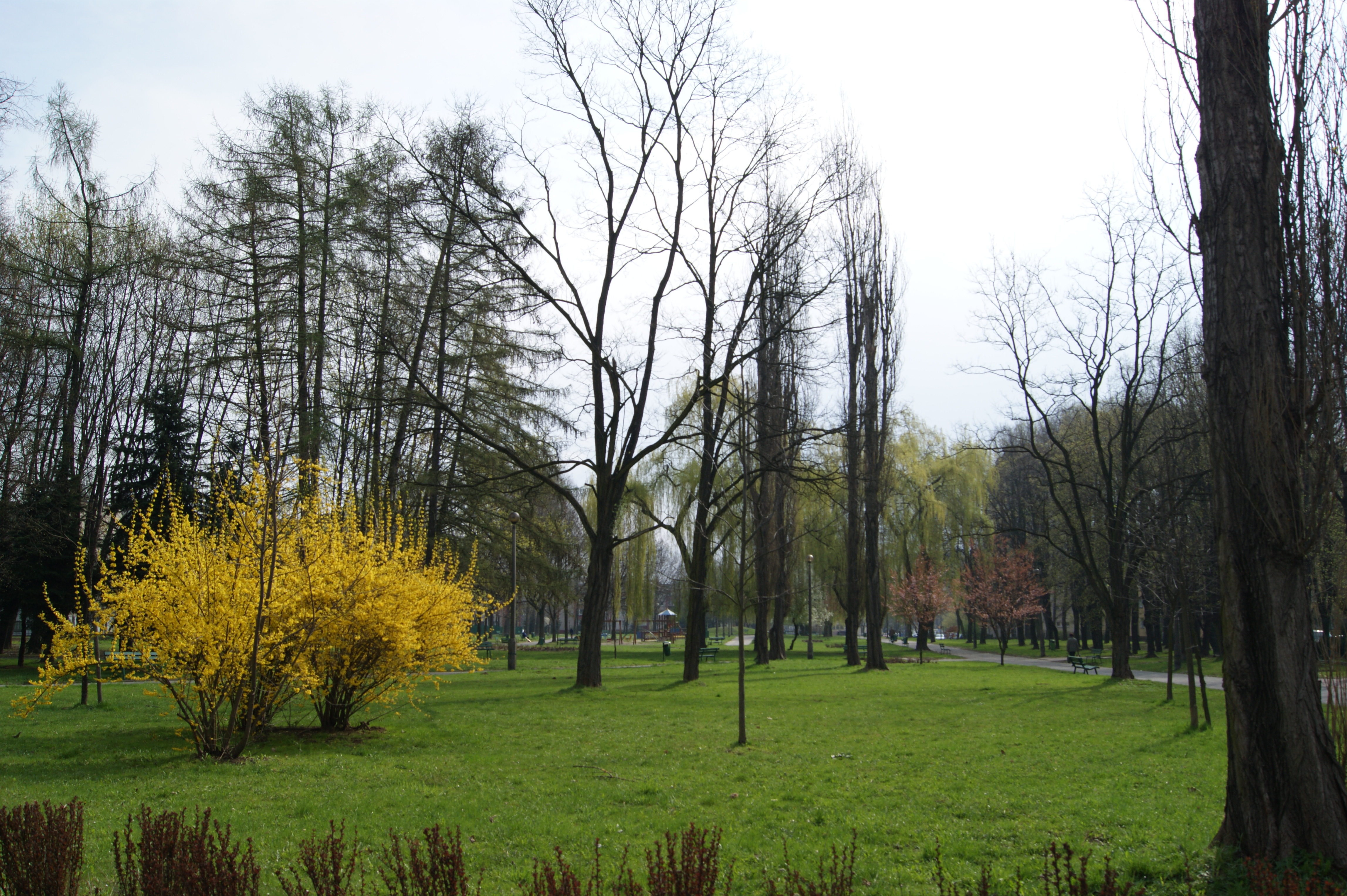
Park pomiędzy osiedlami Wysokim (po lewej) oraz Na Lotnisku (po prawej)
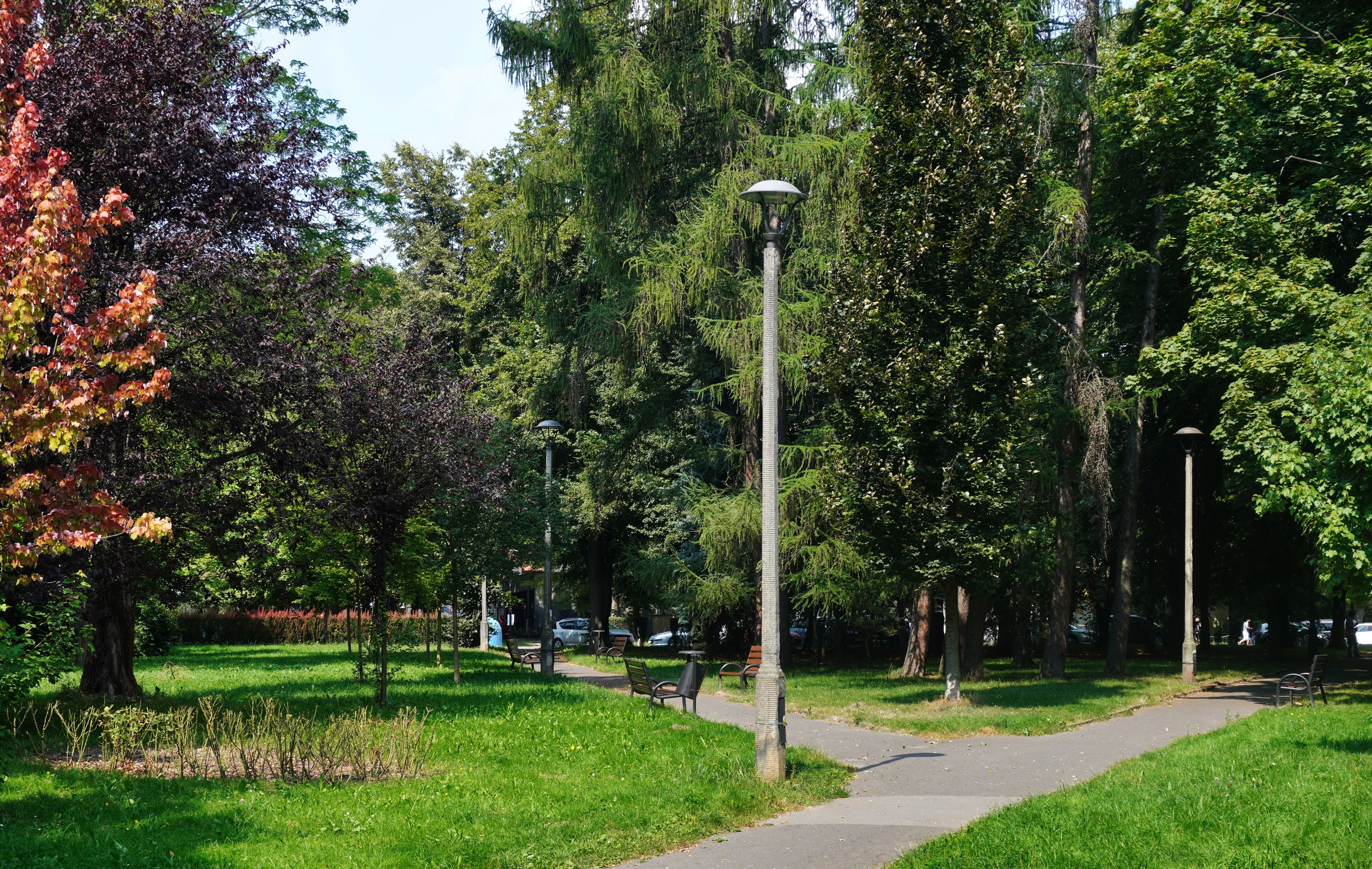
Widok ogólny na północny zachód na wysokości os. Wysokiego
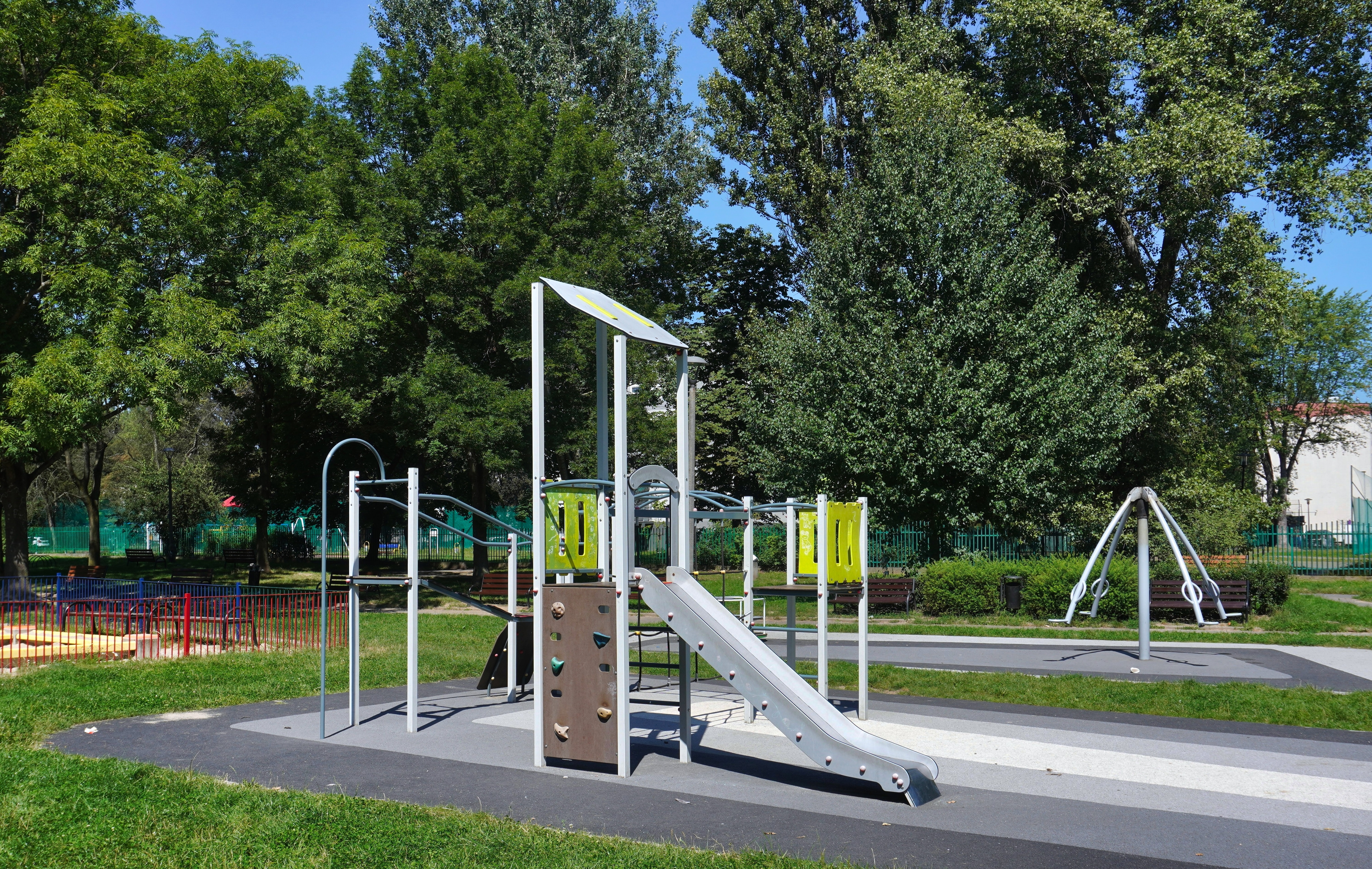
Plac zabaw w parku na os. Wysokim
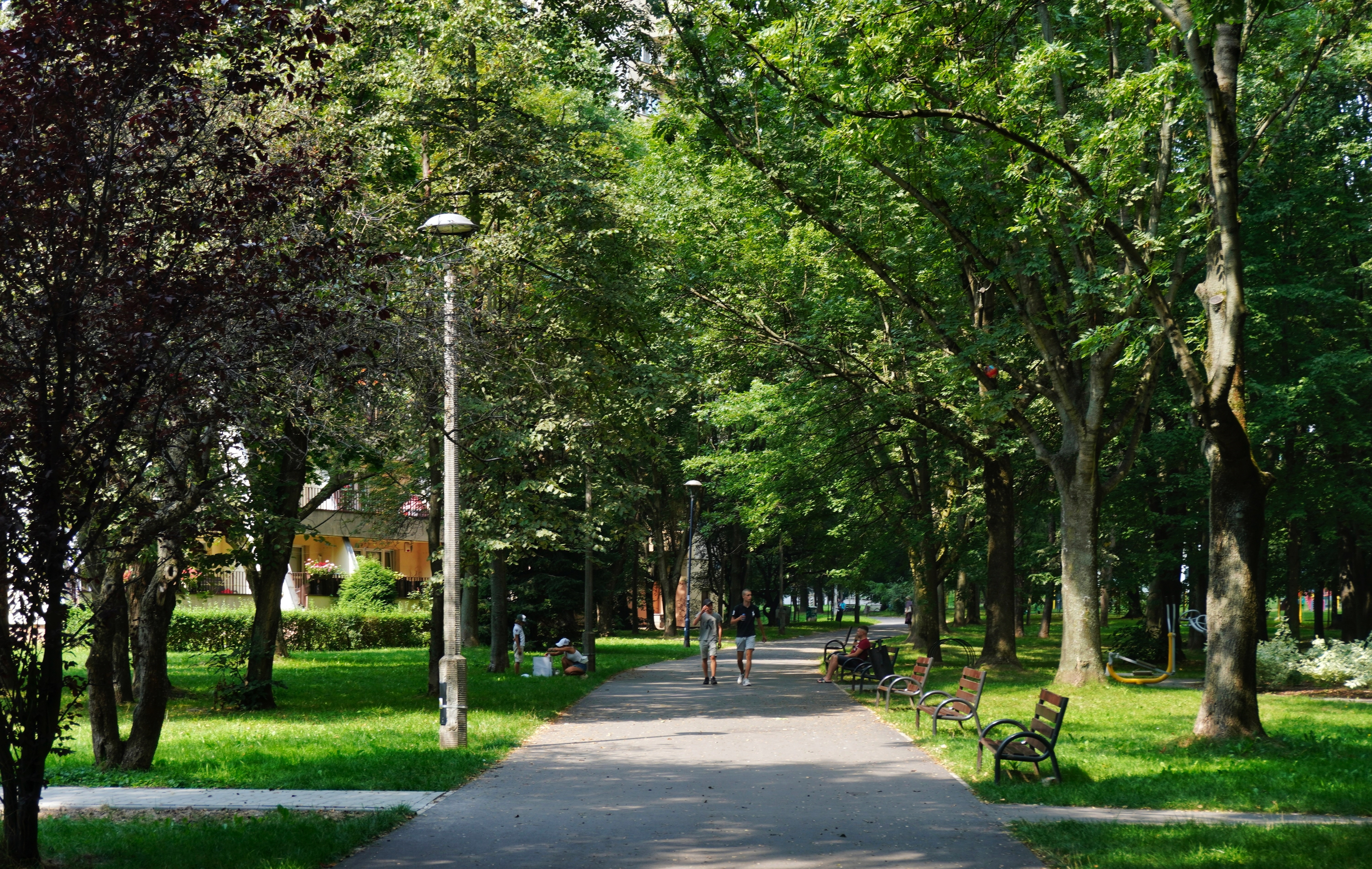
Widok ogólny na północny zachód na wysokości os. Kazimierzowskiego
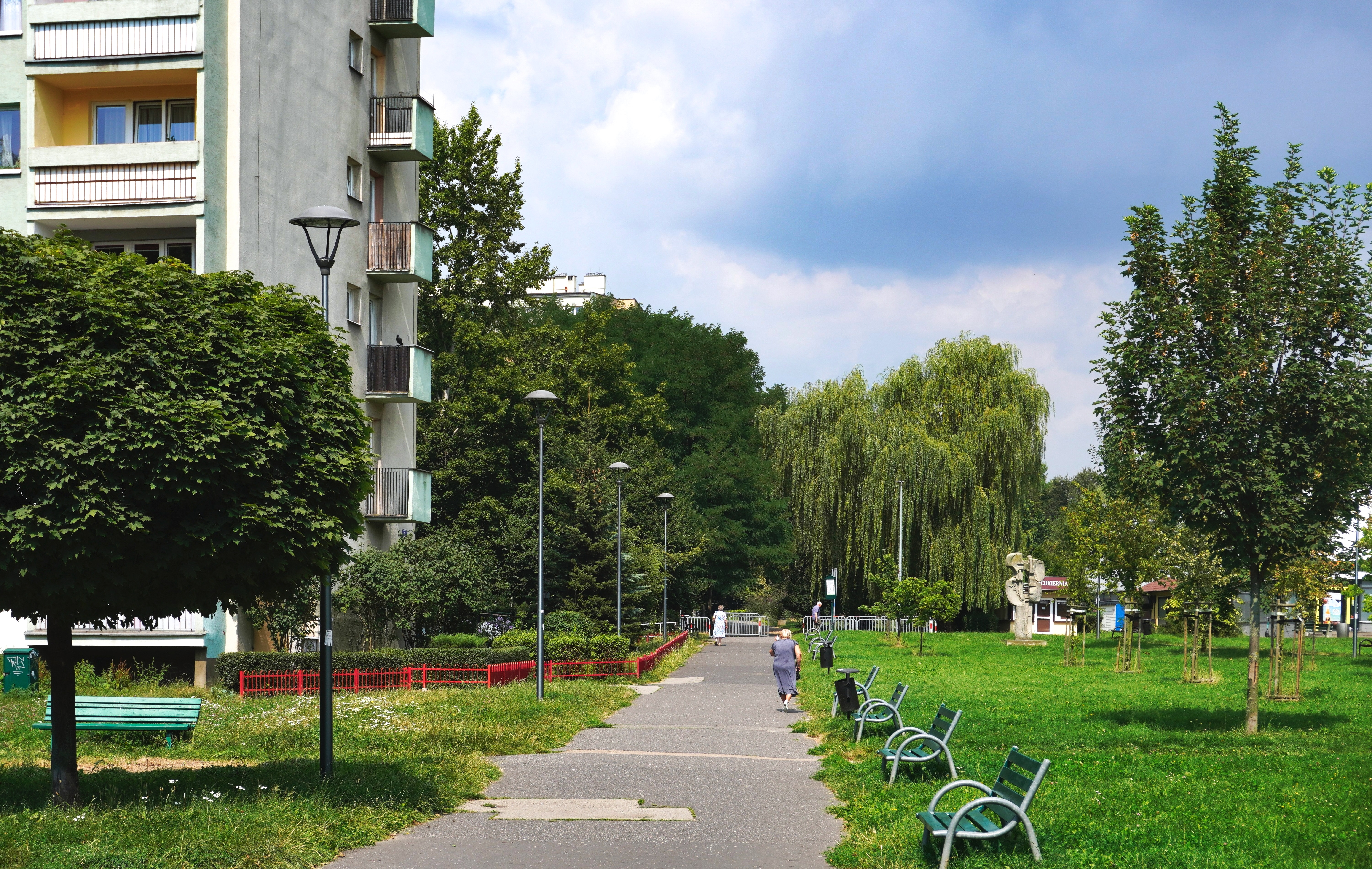
Widok ogólny na północny zachód na wysokości os. Przy Arce
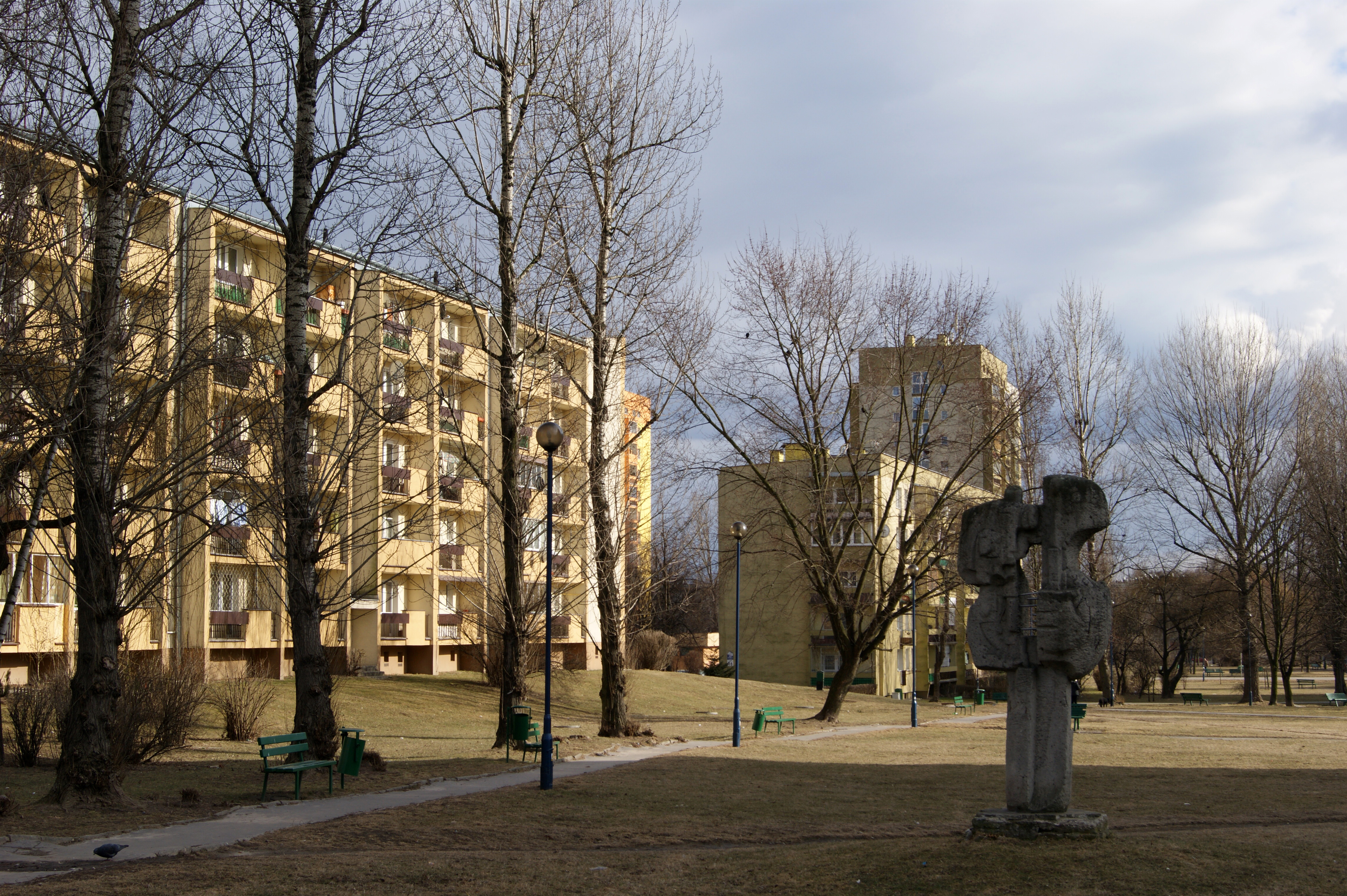
Rzeźba w parku na os. Przy Arce
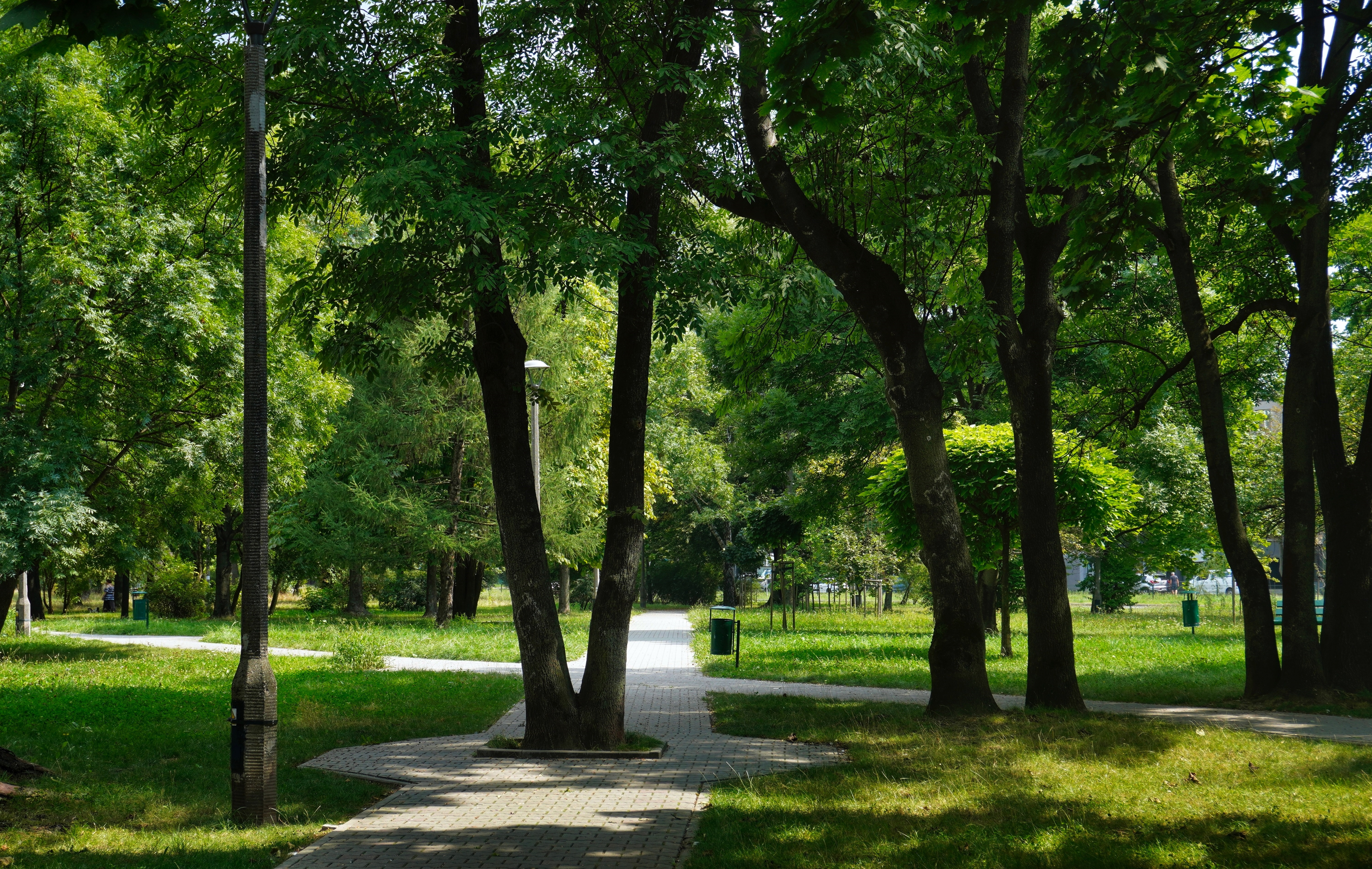
Widok ogólny na północny wschód w rejonie Ronda Kocmyrzowskiego